# Михал Неков
Михал Динов Неков е деец на БРП (к) и народен представител. Кмет на Ловеч (1944 – 1946).

## Биография
Михал Неков е роден на 25 септември 1885 г. в град Ловеч. Завършва прогимназия в Ловеч и Търновската мъжка гимназия. Учи специалност право в Софийския университет. Завършва през 1912 г. и работи като адвокат в Ловеч.
Участва в Първата световна война в състава на 34-ти пехотен троянски полк.
Член на БРСДП (т.с.) от 1906 г. След войната е член на околийското и окръжно ръководство на БРП (к). Избран за народен представител в XVIII, XIX, XX ОНС. Четири пъти е избиран за общински съветник в Ловеч.
Председател на Ловешкия адвокатски съвет (1939 – 1942). Секретар на Електрическата кооперация „Светлина“. Секретар (1939 – 1940), подпредседател (1940 – 1943) и председател на Ловчанското читалище „Наука“ (1944 – 1954). Народен представител в VI велико народно събрание. Кмет на Ловеч (1944 – 1946).